# مؤسسه خیریه اینتر کامپوس
اینتر کامپوس (به ایتالیایی: Inter Campus) یک پروژه اجتماعی غیرانتفاعی است که توسط باشگاه فوتبال اینتر ایتالیا اداره می‌شود. اینتر کامپوس توسط رئیس سابق باشگاه ماسیمو موراتی در ۲۰ فوریه ۱۹۹۶ تأسیس شد و در سال ۱۹۹۷ فعالیت خود را آغاز کرد. این پروژه با هدف ارائه کمک به کودکان نیازمند و استفاده از فوتبال به عنوان ابزار آموزشی برای بازگرداندن حق بازی کردن برای نزدیک به ۱۰۰۰۰ کودک است. لوئیس فیگو یکی از اعضای هیئت مدیره و فرانچسکو تولدو سفیر اینتر کامپوس هستند. از سال ۲۰۱۰ اینتر کامپوس در ۲۲ کشور خارج از ایتالیا فعال بوده و ۲۰۰ کارمند دارد و در آن به ۱۰۰۰۰ کودک کمک می‌کند.

## اینتر کامپوس در ایران
اینتر کامپوس دارای شعباتی در تهران، اردبیل، آبادان و اصفهان است.سجاد شهباززاده، کریم انصاری فرد، شهریار شیروند و مهرداد بایرامی و مربی آنها ابراهیم پیرآقاجانی بوده است، از موفق‌ترین پرورش یافتگان مؤسسه اینتر کامپوس در فوتبال ایران هستند.